# David Sombé
David Sombé,fils de Sylvie et Oscar Sombé né le 24 avril 2000 à Paris (13e arrondissement), est un athlète français spécialiste du 400 mètres.

## Biographie
Champion de France espoir en salle du 400 m en 2020, il remporte la médaille d'or du 4 × 400 m lors des championnats d'Europe espoirs 2021. Il obtient un nouveau titre de champion de France espoir en salle du 400 m en 2022. 
Il descend pour la première fois sous les 46 secondes en 2023, réalisant 45 s 82 à Forbach le 28 mai, puis 45 s 32 le 31 mai à Montreuil.
Fin juillet 2023, il termine deuxième de la finale du 400 mètres des championnats de France 2023 à Albi.
En août 2023, lors des championnats du monde de Budapest, il remporte la médaille d'argent du relais 4 × 400 m en compagnie de Ludvy Vaillant, Gilles Biron et Téo Andant en établissant un nouveau record de France en 2 min 58 s 45.

## Palmarès
| Date | Compétition                   | Lieu     | Résultat | Épreuve   | Temps         |
| ---- | ----------------------------- | -------- | -------- | --------- | ------------- |
| 2021 | Championnats d'Europe espoirs | Tallinn  | 1er      | 4 × 400 m | 3 min 5 s 01  |
| 2023 | Championnats du monde         | Budapest | 2e       | 4 x 400 m | 2 min 58 s 45 |

## Records
| Épreuve   | Performance        | Lieu      | Date         |
| --------- | ------------------ | --------- | ------------ |
| 400 m     | 45 s 32            | Montreuil | 31 mai 2023  |
| 4 × 400 m | 2 min 58 s 45 (NR) | Budapest  | 27 août 2023 |